# Kristen Hixson
Kristen Hixson (ur. 1 lipca 1992) – amerykańska lekkoatletka specjalizująca się w skoku o tyczce.
W 2015 zdobyła złoto czempionatu NACAC w San José.
Rekordy życiowe: stadion – 4,65 (18 czerwca 2016, Chula Vista); hala – 4,65 (12 marca 2016, Portland).

## Osiągnięcia
| Rok  | Impreza           | Miejsce  | Lokata     | Wynik |
| ---- | ----------------- | -------- | ---------- | ----- |
| 2015 | Mistrzostwa NACAC | San José | 1. miejsce | 4,50  |